# Томас, Мики
Майкл Ре́джиналд То́мас (англ. Michael Reginald Thomas; род. 7 июля 1954), более известный как Ми́ки То́мас (англ. Mickey Thomas) — валлийский футболист. Выступал за клубы «Рексем», «Манчестер Юнайтед», «Эвертон», «Брайтон энд Хоув Альбион», «Сток Сити», «Челси», «Вест Бромвич Альбион», «Дерби Каунти», «Шрусбери Таун», «Лидс Юнайтед» и «Портмадог». Также провёл 51 матч за национальную сборную Уэльса.

## Клубная карьера
Томас родился в Мочдре, Колуин-Бей. Мальчик с детства интересовался футболом, но у него не было футбольных бутс. Местная фабрика Quinton Hazell купила ему пару бутс, после чего с 13-летнего возраста Мики играл за местную команду в лиге Конуи. В 15 лет Томас перешёл в «Рексем», но первые два сезона он и его друг Джои Джонс занимались в основном чисткой бутс других игроков, а также уборкой раздевалок и клубного стадиона. Юный Мики на всю жизнь запомнил, когда главный тренер «Рексема» Джон Нил прокатил его на своём «Авенджере» и сказал при этом: «Сынок, я сделаю тебя профессиональным футболистом». Профессиональный дебют Мики Томаса состоялся в сезоне 1971/72 в возрасте 17 лет. Он выступал за валлийский клуб до 1978 года, сыграв 283 матча и забив 37 голов. В 1974 году помог своей команде добраться до четвертьфинала Кубка Англии, а также до четвертьфинала Кубка обладателей кубков УЕФА (в последнем «Рексем» уступил будущему победителю турнира, «Андерлехту»). В сезоне 1977/78 помог «Рексему» выиграть Третий дивизион.
В ноябре 1978 года Мики Томас перешёл в английский клуб «Манчестер Юнайтед» за £333 333. Дебютировал в составе «Юнайтед» 25 ноября 1978 года в матче Первого дивизиона против «Челси». Выступал за клуб на протяжении трёх сезонов, сыграв за это время 110 матчей и забив 15 голов. В 1979 году помог команде добраться до финала Кубка Англии, в котором «Юнайтед» проиграл «Саутгемптону». Позднее Томас вспоминал:
В «Юнайтед» я всегда нервничал. Я чувствовал трепет. Мне было сложно справляться с давлением играть на домашнем стадионе, на глазах у более чем 58 тысяч человек. Я думал, что если уйду в другой клуб, я стану лучшим игроком, потому что смогу лучше выражать себя на поле и получать от этого больше удовольствия. Ещё до официального назначения Рона Аткинсона я сообщил Мартину Эдвардсу, что хочу перейти в другой клуб, так как не справляюсь с давлением. С Роном было сложно вести дискуссии — он в тот момент лежал на шезлонге, принимая солнечные ванны»
В своей биографии Kick ups, Hiccups, Lock ups Томас признался, что для того, чтобы справиться с давлением и стрессом перед матчами на «Олд Траффорд» он часто выпивал «две бутылки вина» накануне.
В августе 1981 года Томас перешёл в «Эвертон», а в обратном направлении направился Джон Гидман. Однако уже через три месяца главный тренер «ирисок» Говард Кендалл отстранил Томаса от тренировок после того, как он отказался играть за резервный состав, после чего его контракт с «Эвертоном» был расторгнут. В том же 1981 году Томас присоединился к клубу «Брайтон энд Хоув Альбион». После завершения сезона 1981/82 покинул команду, так как его жене не нравился город. В 1982 году стал игроком клуба «Сток Сити». В сезоне 1982/83 он стал лучшим бомбардиром «Сток Сити», забив 12 голов с левого фланга полузащиты, а также получил клубную награду лучшему игроку года. Летом 1983 года главный тренер «Стока» Ричи Баркер решил поменять стиль игры команды, перейдя на тактику длинных забросов мяча. Это решение оказалось неудачным и было негативно воспринято болельщиками команды, а также игроками, многие из которых решили покинуть клуб. Томас ушёл из «Сток Сити» в январе 1984 года, забив 3 гола в 21 матче в сезоне 1983/84.
В январе 1984 года Томас перешёл в лондонский «Челси», главным тренером которого был Джон Нил, под руководством которого Мики дебютировал в «Рексеме». Томас забил гол в своём дебютном матче за «синих». По итогам сезона 1983/84 «Челси» выиграл Второй дивизион. В 1985 году Томас был продан в «Вест Бромвич Альбион» за £100 000. Томас провёл в составе «дроздов» один сезон, сыграв в 28 матчах и забив 1 гол.  В 1986 году также выступал за «Дерби Каунти» на правах аренды. После завершения сезона 1985/86 Томас перебрался в США, где выступал за шоубольный клуб «Уичита Уингз». В 1988 году вернулся в Англию, поиграв за «Шрусбери Таун» и «Лидс Юнайтед». В марте 1990 года вернулся в «Сток Сити». В 1991 году был признан «игроком сезона» в «Сток Сити». По окончании сезона 1990/91 был отпущен из клуба новым главным тренером «Стока» Лу Макари, после чего вернулся в родной «Рексем».  4 января 1992 года забил самый знаменитый гол в своей карьере в матче Кубка Англии против «Арсенала» ударом со штрафного. Этот гол был признан «голом сезона» в Англии.
В 1994 году Томас перешёл в валлийский клуб «Портмадог». После увольнения главного тренера клуба Иана Эдвардса Томас занял его место и три месяца руководил командой. Под его руководством команда набрала только одно очко, и хотя председатель клуба предложил контракт Томасу ещё на один сезон, Мики решил покинуть тренерский пост.

## Карьера в сборной
Томас провёл 51 матч за национальную сборную Уэльса c 1976 по 1986 год.

## Тюремное заключение
Томас был участником мошеннической схемы с валютой, распространяя поддельные банкноты номиналом 10 и 20 фунтов через тренеров и молодых игроков «Рексема». Когда схема вскрылась, Томас был арестован и приговорён в 1993 году к 18 месяцам тюрьмы. Он отбывал наказание в тюрьме Уолтон в Ливерпуле, а затем в тюрьме Фостон Холл в Дербишире. Он вспоминал: «Я был в Фостон Холл с 124 осуждёнными пожизненно, за ужасные преступления. Я сидел в одной камере с пятью убийцами. Тюрьма многому меня научила. Я научился спать с одним открытым глазом! Тюрьма дала мне уверенности, которой мне не хватало. Я должен был быть уверен в себе. Тюрьма научила меня не верить никому и тщательно выбирать друзей».

## После завершения карьеры
После отбытия наказания Томас больше не играл в футбол на профессиональном уровне, однако в 1994 году выступал за полупрофессиональные валлийские клубы «Портмадог» и «Амлух Таун». В 1995 году окончательно завершил карьеру в возрасте 41 года. Впоследствии работал комментатором матчей «Манчестер Юнайтед» на радиостанциях Key 103 и Piccadilly Magic 1152, а также выступал с публичными выступлениями. Одна из его шуток звучит так: «Рой Кин получал 50 тысяч в неделю. Вообще-то у меня тоже было 50 тысяч в неделю, но потом полиция нашла мой печатный станок!». В настоящее время работает ведущим на клубном телеканале «Манчестер Юнайтед» MUTV.

## Статистика выступлений
| Клуб                     | Сезон            | Лига               | Лига | Лига | Кубок Англии | Кубок Англии | Кубок лиги | Кубок лиги | Прочие[A] | Прочие[A] | Итого | Итого |
| Клуб                     | Сезон            | Дивизион           | Игры | Голы | Игры         | Голы         | Игры       | Голы       | Игры      | Голы      | Игры  | Голы  |
| ------------------------ | ---------------- | ------------------ | ---- | ---- | ------------ | ------------ | ---------- | ---------- | --------- | --------- | ----- | ----- |
| Рексем                   | 1971/72          | Третий дивизион    | 20   | 3    | 0            | 0            | 0          | 0          | 0         | 0         | 20    | 3     |
| Рексем                   | 1972/73          | Третий дивизион    | 26   | 0    | 2            | 1            | 2          | 0          | 4         | 0         | 32    | 1     |
| Рексем                   | 1973/74          | Третий дивизион    | 19   | 4    | 3            | 0            | 1          | 0          | 0         | 0         | 23    | 4     |
| Рексем                   | 1974/75          | Третий дивизион    | 31   | 5    | 0            | 0            | 1          | 0          | 0         | 0         | 32    | 5     |
| Рексем                   | 1975/76          | Третий дивизион    | 30   | 2    | 2            | 0            | 3          | 0          | 4         | 0         | 39    | 2     |
| Рексем                   | 1976/77          | Третий дивизион    | 45   | 6    | 6            | 0            | 5          | 2          | 0         | 0         | 56    | 8     |
| Рексем                   | 1977/78          | Третий дивизион    | 43   | 7    | 9            | 1            | 6          | 0          | 0         | 0         | 58    | 8     |
| Рексем                   | 1978/79          | Второй дивизион    | 16   | 6    | 0            | 0            | 3          | 0          | 2         | 0         | 21    | 6     |
| Рексем                   | Итого            | Итого              | 230  | 33   | 22           | 2            | 21         | 2          | 10        | 0         | 283   | 37    |
| Манчестер Юнайтед        | 1978/79          | Первый дивизион    | 25   | 1    | 8            | 1            | 0          | 0          | 0         | 0         | 33    | 2     |
| Манчестер Юнайтед        | 1979/80          | Первый дивизион    | 35   | 8    | 2            | 0            | 3          | 2          | 0         | 0         | 40    | 10    |
| Манчестер Юнайтед        | 1980/81          | Первый дивизион    | 30   | 2    | 3            | 1            | 2          | 0          | 2         | 0         | 37    | 3     |
| Манчестер Юнайтед        | Итого            | Итого              | 90   | 11   | 13           | 2            | 5          | 2          | 2         | 0         | 110   | 15    |
| Эвертон                  | 1981/82          | Первый дивизион    | 10   | 0    | 0            | 0            | 1          | 0          | 0         | 0         | 11    | 0     |
| Эвертон                  | Итого            | Итого              | 10   | 0    | 0            | 0            | 1          | 0          | 0         | 0         | 11    | 0     |
| Брайтон энд Хоув Альбион | 1981/82          | Первый дивизион    | 20   | 0    | 3            | 1            | 0          | 0          | 0         | 0         | 23    | 1     |
| Брайтон энд Хоув Альбион | Итого            | Итого              | 20   | 0    | 3            | 1            | 0          | 0          | 0         | 0         | 23    | 1     |
| Сток Сити                | 1982/83          | Первый дивизион    | 41   | 11   | 3            | 0            | 2          | 1          | 0         | 0         | 46    | 12    |
| Сток Сити                | 1983/84          | Первый дивизион    | 16   | 3    | 0            | 0            | 5          | 0          | 0         | 0         | 21    | 3     |
| Сток Сити                | Итого            | Итого              | 57   | 14   | 3            | 0            | 7          | 1          | 0         | 0         | 67    | 15    |
| Челси                    | 1983/84          | Второй дивизион    | 17   | 4    | 0            | 0            | 0          | 0          | 0         | 0         | 17    | 4     |
| Челси                    | 1984/85          | Первый дивизион    | 27   | 5    | 3            | 0            | 7          | 2          | 0         | 0         | 37    | 7     |
| Челси                    | Итого            | Итого              | 44   | 9    | 3            | 0            | 7          | 2          | 0         | 0         | 54    | 11    |
| Вест Бромвич Альбион     | 1985/86          | Первый дивизион    | 20   | 0    | 2            | 1            | 5          | 0          | 1         | 0         | 28    | 1     |
| Вест Бромвич Альбион     | Итого            | Итого              | 20   | 0    | 2            | 1            | 5          | 0          | 1         | 0         | 28    | 1     |
| Дерби Каунти (аренда)    | 1985/86          | Третий дивизион    | 9    | 0    | 0            | 0            | 0          | 0          | 0         | 0         | 9     | 0     |
| Дерби Каунти (аренда)    | Итого            | Итого              | 9    | 0    | 0            | 0            | 0          | 0          | 0         | 0         | 9     | 0     |
| Шрусбери Таун            | 1988/89          | Второй дивизион    | 40   | 1    | 1            | 0            | 1          | 0          | 0         | 0         | 42    | 1     |
| Шрусбери Таун            | Итого            | Итого              | 40   | 1    | 1            | 0            | 1          | 0          | 1         | 0         | 42    | 1     |
| Лидс Юнайтед             | 1989/90          | Второй дивизион    | 3    | 0    | 0            | 0            | 0          | 0          | 0         | 0         | 3     | 0     |
| Лидс Юнайтед             | Итого            | Итого              | 3    | 0    | 0            | 0            | 0          | 0          | 0         | 0         | 3     | 0     |
| Сток Сити                | 1989/90          | Второй дивизион    | 8    | 0    | 0            | 0            | 0          | 0          | 0         | 0         | 8     | 0     |
| Сток Сити                | 1990/91          | Третий дивизион    | 38   | 7    | 3            | 0            | 2          | 0          | 1         | 0         | 44    | 7     |
| Сток Сити                | Итого            | Итого              | 46   | 7    | 3            | 0            | 2          | 0          | 1         | 0         | 52    | 7     |
| Рексем                   | 1991/92          | Четвёртый дивизион | 26   | 1    | 5            | 2            | 2          | 0          | 1         | 0         | 33    | 3     |
| Рексем                   | 1992/93          | Третий дивизион    | 8    | 1    | 1            | 0            | 1          | 0          | 0         | 0         | 10    | 0     |
| Рексем                   | Итого            | Итого              | 34   | 2    | 6            | 2            | 3          | 0          | 1         | 0         | 43    | 3     |
| Итого за карьеру         | Итого за карьеру | Итого за карьеру   | 603  | 77   | 56           | 8            | 52         | 7          | 16        | 0         | 727   | 92    |

A. ↑  В «прочие» матчи входят игры и голы в Кубке полноправных членов, Трофее Футбольной лиги, Кубке УЕФА и Кубке обладателей кубков.

## Командные достижения
Рексем
- Чемпион Третьего дивизиона: 1977/78

Манчестер Юнайтед
- Финалист Кубка Англии: 1979

Челси
- Чемпион Второго дивизиона: 1983/84

## Личные достижения
- Член «команды года» по версии PFA в Третьем дивизионе: 1977/78
- Игрок года в «Сток Сити» (2): 1982/83, 1990/91
- Автор «гола сезона» по версии Match of the Day: 1991/92, за гол против «Арсенала» в матче Кубка Англии 4 января 1992